# BFC Summerside
Base des Forces canadiennes Summerside (BFC Summerside) était une base militaire de l'Aviation royale du Canada située à St. Eleanors, Île-du-Prince-Édouard, Canada, qui fait maintenant partie de la ville de Summerside.

## Station de l'Aviation royale du CanadaSummerside
L'aérodrome fut construit par l'Aviation royale du Canada (ARC) durant les années 1940–1941 et fut nommé RCAF Station Summerside.
C'était le domicile de l'école d'entrainement pour les envols numéro 9, une école d'aviation exploitée par le 'British Commonwealth Air Training Plan'. Les aérodromes de secours ou de relève étaient situés à RCAF Station Mount Pleasant et Wellington. Les aviateurs étaient entraînés sur des Harvards. En juillet 1942, la section No. 9 fut déménagé à RCAF Station Centralia et fut remplacé par le No. 1 General Reconnaissance School (GRS) qui s'envolait avec des Ansons. No. 1 GRS fut renommé à "No. 1 Reconnaissance and Navigation School" en 1945.
La station fut fermée en 1946, mais fut rouverte en 1947 avec la formation de 'No. 1 Air Navigation School' (ANS). Ceci était une facilité d'entrainement de l'OTAN. No. 1 ANS partit en 1953 et la 'Central Navigation School' fut établie. En 1949,  No. 2 (Maritime) Operational Training Unit ouvrit ses portes. L'afflux de personnel et leurs familles obligeât la construction de plusieurs logements. En 1949, les logements pour la base furent complétés et nommé le "Parc Slemon" en honneur du Maréchal de l'air Roy Slemon.
Durant la guerre froide, la base était le domicile des avions pour la Lutte anti-sous-marine et la patrouille côtière comme le Lancaster B.X, le CP-122 Neptune, le CP-107 Argus et le Grumman S-2 Tracker. D'autres avions manœuvrant de Summerside incluent le CC-115 Buffalo et le CH-113 Labrador. Ces avions étaient utilisés par différents escadrons et unités.

## BFC Summerside
Le 1er février 1968, les Forces canadiennes furent créées avec l'unification de la Marine royale canadienne, l’Armée canadienne et l’Aviation royale du Canada, a vu la Station de l'Aviation royale du Canada Summerside changée son nom à Base des Forces canadiennes (BFC) Summerside.
En 1977, le gouvernement du Canada a ratifié formellement la Convention des Nations unies sur le droit de la mer (CNUDM), qui mandatait la création d'une Zone économique exclusive s'étendant à 200 milles marins (370 km) des côtes.  Cela requiert un maintien militaire pour protéger les ressources naturelles dans la ZEE, comme les réserves d'huile et de gaz, ainsi que la pêcherie.
La mission primaire de BFC Summerside a évolué durant la fin des années 1970 et les années 1980 pour fournir de l'aide à Pêches et Océans Canada, le ministère responsable de gérer les ressources de l'océan. Des Grumman S-2 Tracker patrouillèrent le Banc Georges et les Grands Bancs de Terre-Neuve pour surveiller les flottes de pêcheurs étrangers. Recherche et sauvetage était un rôle secondaire mais, très important à la population civile des provinces maritimes qui se fiait sur ces avions pour les sauvetages ou pour évacuation médicale urgente à des hôpitaux de Halifax, Nouvelle-Écosse et Moncton, Nouveau-Brunswick, ainsi que pour les marins et du personnel navigant technique qui se trouvaient fréquemment en détresse, ayant besoin de sauvetage.
Les coupures du budget fédéral à la Défense nationale identifiât BFC Summerside comme un candidat pour être fermé.  En 1991, la base fut fermée et la majorité des unités militaires furent transférées à la Base des Forces canadiennes Greenwood en Nouvelle-Écosse.

## Utilisation maintenant
La propriété entière comprenant les pistes, les logis, les hangars et les autres bâtiments furent renommés Slemon Park et furent transférés à un organisme nommé "Slemon Park Corporation".  Aujourd'hui, le site est l'hôte d'un mélange d'interventions des secteurs publics et privés, incluant le Collège Holland, Atlantic Turbines et d'autres compagnies aérospatiales.  Le nombre d'emplois aux installations de Slemon Park est plus élevé qu'avant 1991.
Le terrain d'aviation reste actif comme l'aérodrome de Summerside. Même si les pistes sont les plus longues dans la province, il appuie seulement l'aviation générale ; les envols commerciaux de passagers se font de l'aéroport de Charlottetown.
Durant son existence comme base de l'aviation, BFC Summerside était situé dans le canton du Lot 17. Dans la fusion municipale de 1995 où la ville de Summerside fut créée, les frontières de la ville furent prolongées pour diviser l'ancienne base, avec l'aéroport de Summerside et ses installations industrielles de Slemon Park restant dans le Lot 17, alors que le complexe résidentiel de Slemon Park fut mis avec la ville de Summerside.